# Dayton (Indiana)
Dayton – miasto w Stanach Zjednoczonych, w stanie Indiana, w hrabstwie Tippecanoe.